# Equiconsistência
Na Lógica Matemática, duas teorias são equiconsistentes se a consistência de uma delas implica na consistência da outra, e vice versa.  Nesse caso, afirmamos, informalmente, que cada teoria é "tão consistente quanto à outra".
Geralmente, não é possível provar a consistência absoluta de uma teoria T. Então, normalmente, utiliza-se uma teoria S que se acredita ser consistente e tenta-se provar a seguinte sentença: se S é consistente, então T também deve ser consistente. Se for possível provar isso, poderá se afirmar que T é consistente em relação à S. Caso S também seja consistente em relação à T, então pode se concluir que S e T são equiconsistentes.

## Consistência
Na Lógica Matemática, teorias formais são estudadas como objetos matemáticos. Como algumas teorias são suficientemente poderosas para modelar diferentes objetos matemáticos, torna-se natural questionar sua própria consistência.
No começo do século 20, Hilbert propôs um programa cujo objetivo final era provar a consistência da Matématica utilizando métodos matemáticos. Visto que a maioria das disciplinas matemáticas pode ser reduzida à aritmética, o programa rapidamente se transformou em uma tentativa de se estabelecer a consistência da aritmética por meio de métodos formalizáveis pela própria aritmética. 
Os Teoremas da Incompletude de Gödel mostram que o programa de Hilbert não pode ser realizada: Se uma teoria consistente e recursivamente enumerável  é suficientemente forte para formalizar sua própria metamatemática (se algo é uma prova ou não), ou seja, suficientemente forte para modelar um fragmento fraco da aritmética (aritmética de Robinson bastaria, por exemplo), então a teoria não pode provar sua própria consistência. Existem algumas ressalvas técnicas como, por exemplo, quais requerimentos a sentença formal que representa a declaração metamatemática "A teoria é consistente" precisa satisfazer. Contudo, se uma teoria (suficientemente forte) puder provar sua própria consistência, o resultado será que: ou não existe um modo computável de identificar se uma sentença é, de fato ou não, um axioma pertencente à teoria, ou então a própria teoria é inconsistente (neste caso, a teoria poderia provar qualquer coisa, incluindo declarações falsas como sua própria consistência).
Levando isso em conta, em vez da consistência absoluta, normalmente se considera a consistência relativa: Sejam S e T teorias formais. Assuma que S é uma teoria consistente. Será que isso implica que T é consistente? Em caso positivo, então T é consistente em relação à S. Duas teorias são equiconsistentes se cada uma é consistente em relação à outra.

## Força de consistência
Se T é consistente em relação à S, mas não se sabe se S é consistente em relação à T, então pode se afirmar que S tem maior força de consistência que T.  Quando se discute sobre as questões geradas pelo conceito de força de consistência, é necessário atenção, pois a metateoria na qual a discussão é englobada precisa ser cuidadosamente determinada. Para teorias no nível da aritmética de segunda ordem, o programa da matemática reversa apresenta muitas informações. Questões acerca da força de consistência costumam fazer parte da teoria dos conjuntos, já que esta é uma teoria recursiva que certamente pode modelar a maior parte da Matemática. O conjunto usual de axiomas da teoria dos conjuntos é chamado de Axiomas de Zermelo-Fraenkel (ou ZFC). Quando um conjunto teórico de afirmações A é dito equiconsistente a outro B, isso significa que na metateoria (Aritmética de Peano nesse caso) pode se provar que as teorias ZFC+A e ZFC+B são equiconsistentes. Em geral, a aritmética primitiva recursiva pode ser adotada como a metateoria em questão, entretanto, mesmo que a metateoria fosse ZFC ou uma extensão desta, o conceito em si é significativo. Assim, o método de forçamento permite que se mostre que as teorias ZFC, ZFC+CH e ZFC+¬CH são todas equiconsistentes.
Quando se discute sobre fragmentos de ZFC ou suas extensões (por exemplo, ZF, teoria dos conjuntos sem o axioma da escolha, ou ZF+AD, teoria dos conjuntos com o axioma da determinação), as ideias descritas acima estão conformemente adaptadas. Portanto, ZF é equiconsistente com ZFC, como mostrado por Gödel.